# Farbholzmühle

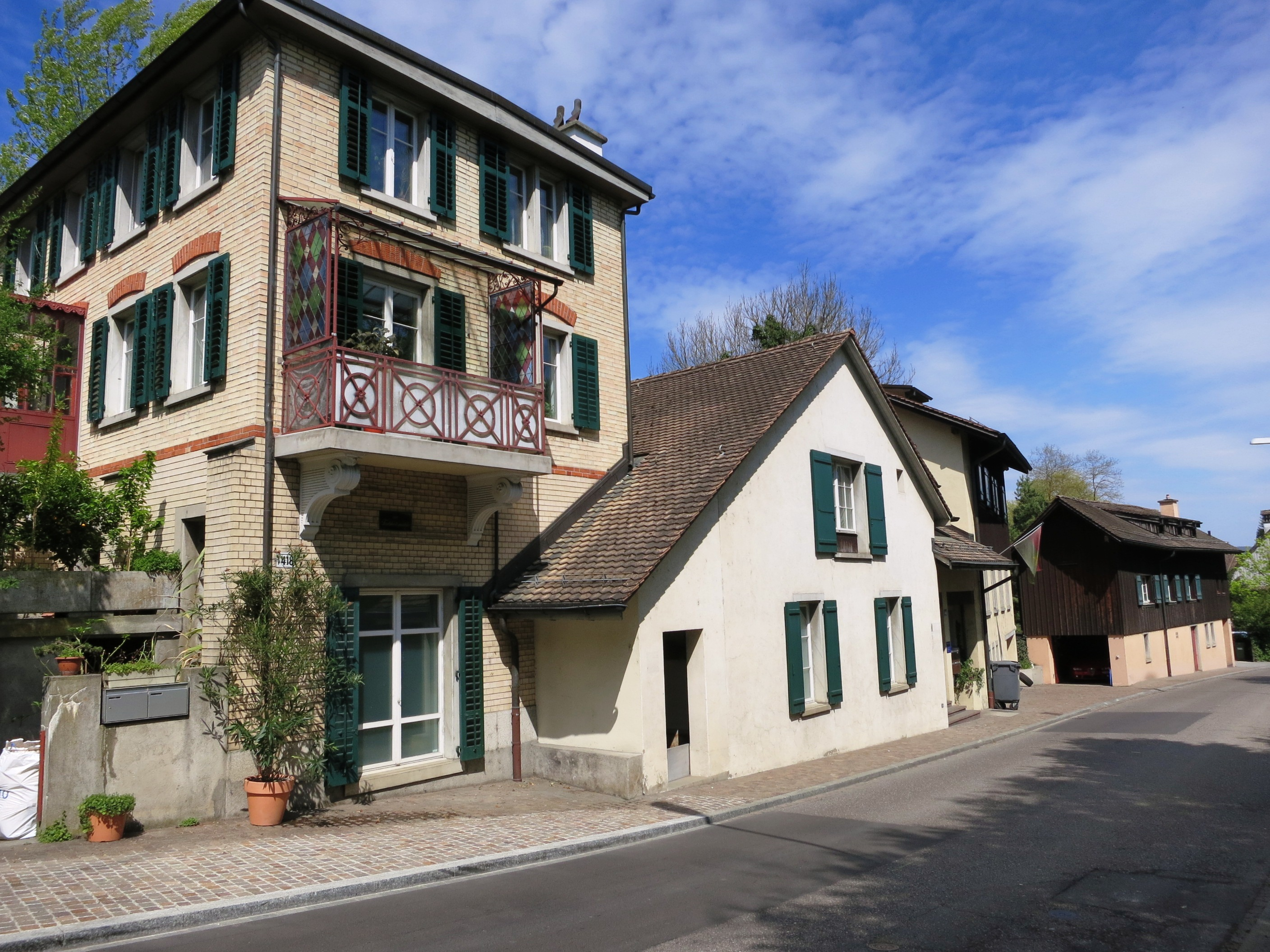
Ehemalige Farbholzmühle mit Fabrikantenwohnhaus und Holzlagergebäuden (rechts) in Zürich-Albisrieden

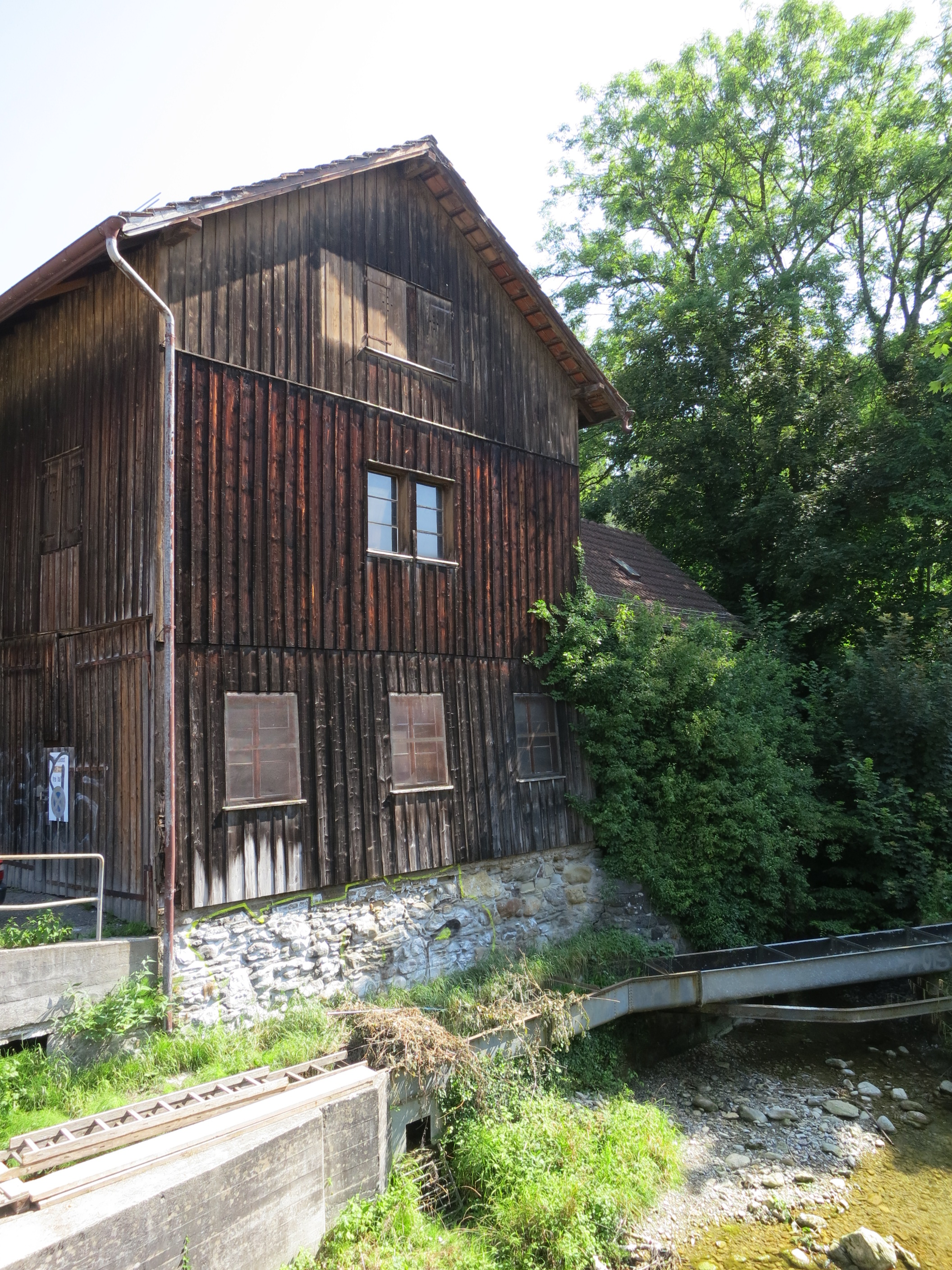
Ehemalige Farbholzmühle in Zürich-Hirslanden

Eine Farbholzmühle war eine Produktionseinrichtung zur Herstellung von Farbfasern aus Farbhölzern zur Gewinnung von Farbstoffen für die Textilindustrie. Die Farbstoffe wurden aus tropischen Farbhölzern, aber auch aus Farberden gewonnen.

## Verfahren
Die Farbhölzer konnten auf zwei Arten zerkleinert werden. Am häufigsten kamen Kreissägen in Verbindung mit Scheiben mit kurzen Reißzähnen, die zwischen den Kreissägen und auf deren Welle saßen, vor. Die Sägen machten dann Einschnitte und die Scheiben zerkleinerten die dazwischen stehen gebliebenen Rippen. Ein anderes Verfahren waren grobe Raspeln oder V-förmige Messer, die auf rotierenden Scheiben oder Walzen saßen. Das zu zerreißende Holz wurde jeweils durch das Eigengewicht in einem schräg abfallenden Kanal zugeführt.
Farbholz wurde erst gehackt, dann zerstoßen und schließlich fein gemahlen. Die Farbholzmühlen, lieferten Späne, Locken, Nadeln oder Pulver. Die zerkleinerte Ware ließ man in dunkeln, luftigen Räumen unter häufigem Benetzen mit Wasser und zeitweiligem Umschaufeln mehrere Wochen zur Fermentation liegen, um den Farbstoff, der nicht fertig gebildet im Farbholz enthalten ist, aus dem Chromogen (Vorstufe eines Farbstoffs, die erst nach Umwandlungsreaktion zum Farbstoff wird) zu entwickeln. Die fermentierten Hölzer sind beim Färben ergiebiger. Durch Auskochen der zerkleinerten und fermentierten Farbhölzer und Verdampfen des Auszugs erhält man die Farbholzextrakte, welche entweder sirupartig oder fest sind. Die im Vakuum bereiteten Extrakte lösen sich vollständig in Wasser, die an der Luft verdampften hinterlassen mehr oder weniger unlöslichen Rückstand.
Im 19. Jahrhundert wurden die natürlichen Farbstoffe nach und nach durch Anilinfarben abgelöst.

### Exzelsiormühle

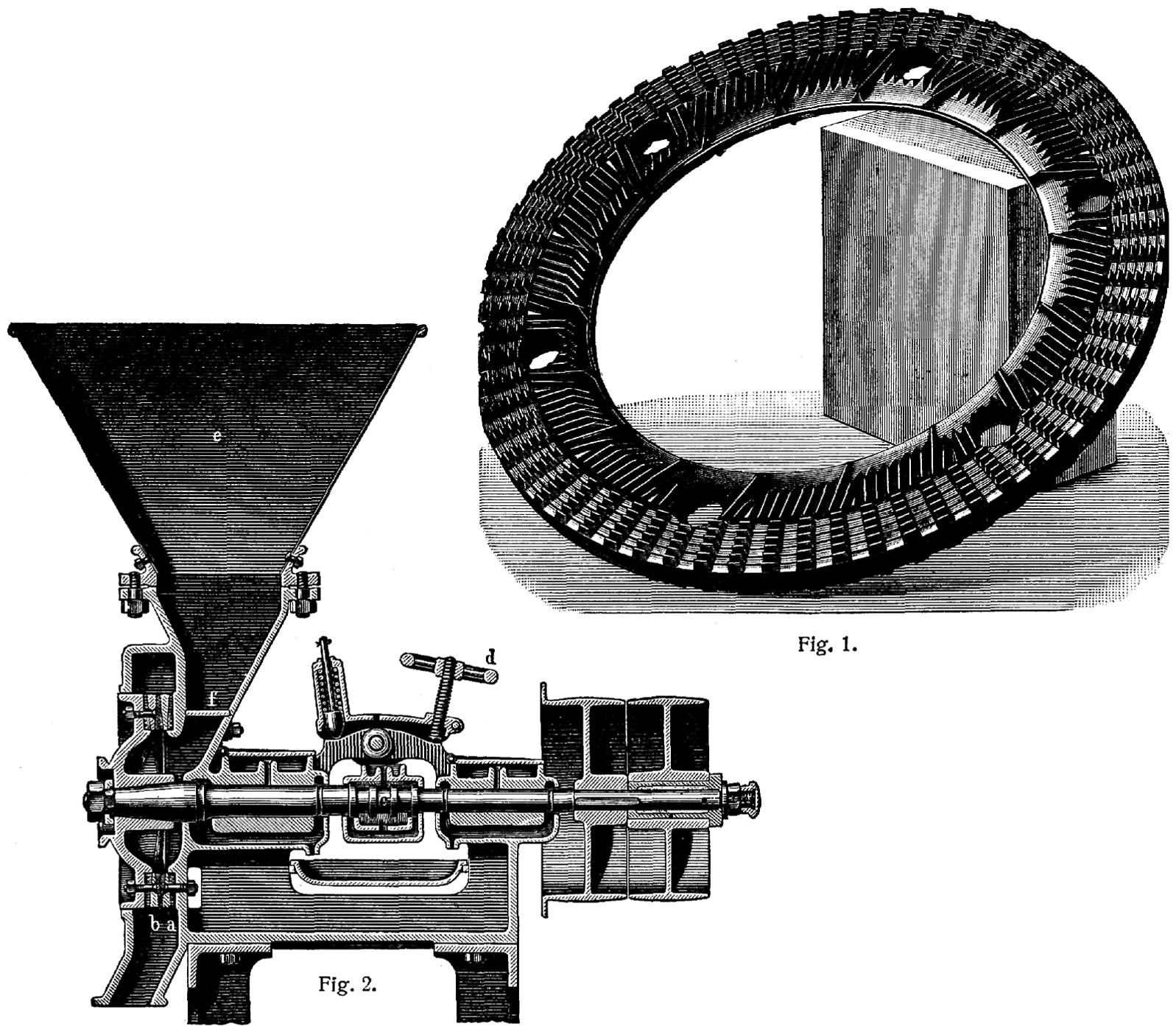
Exzelsiormühle: Mahlwerk und Mahlscheibe

Die Friedrich Krupp AG, Grusonwerk, Magdeburg-Buckau stellte um 1900 solche Zerkleinerungsmaschinen unter dem Namen Exzelsiormühlen her, deren Teile aus zwei ringförmigen, senkrechten Scheiben von 80 bis 600 mm Durchmesser bestanden. Die Scheiben waren in konzentrischen Kreislinien mit Zähnen von dreieckigem Querschnitt besetzt, womit sich zwischen je zwei Zahnringen eine kreisförmige Furche von ebenfalls dreieckigem Querschnitt bildete. Die Zahnfläche war von breiten radialen Gassen unterbrochen, die das Ausschleudern des Mahlgutes ermöglichten. Während die eine Scheibe stillstand, kreiste die andere mit 350 Umdrehungen pro Minute, wobei ihre Zahnringe die ringförmigen Furchen der Gegenscheibe durchliefen.
Das Kammlager konnte mittels des Handrades verschoben werden, um die Mahlscheiben einander anzunähern. Die Mühle eignete sich zum Zerkleinern von Farbhölzern, Kaffee, Gewürzen, Drogen, Chemikalien, Gerbstoffen, Mineralien und zum Schroten von Getreide- und Hülsenfrüchten. Sie wurde für Hand- und Riemenbetrieb gebaut und konnte bis zu 700 kg grobes Schrot mit 6 PS Kraftbedarf verarbeiten.

## Historische Farbholzmühlen
In der Stadt Zürich sind noch zwei Gebäude von ehemals wasserbetriebenen Farbholzmühlen erhalten. Diejenige in Albisrieden nahm 1861 als erste Farbholzmühle der Schweiz ihren Betrieb in Albisrieden auf. Sie war von 1861 bis 1945 in Betrieb. Der Fabrikant W. Surber wohnte im nebenstehenden Wohnhaus, das 1888 errichtet wurde. Im Jahre 1898 betrug ein durchschnittlicher Taglohn eines Mühlearbeiters Fr. 3.50.
Die zweite Mühle steht in Hirslanden und wurde erstmals im Jahre 1639 als eine „Reibe mit Stampfe und Fourniersäge“ erwähnt. Das heute noch vorhandene Hauptgebäude der Farbholzmühle wurde Ende des 19. Jahrhunderts errichtet und wurde bis 1937 als Farbholzmühle benützt.
In Frankfurt am Main stand bis 1818 am Schneidwall an der Südwestecke der Stadt am Main eine wasserbetriebene Mühle für Farbhölzer und Gewürze.